# Mudaffar Sjah
Mudaffar Sjah (ur. 13 kwietnia 1935 w Dufa-Dufa na wyspie Ternate, zm. 19 lutego 2015 w Dżakarcie Południowej) – 48. sułtan Ternate, od 1975 r. aż do śmierci.
Urodził się w Dufa-Dufa na wyspie Ternate jako trzeci syn 47. Sułtana Ternate, Mohammada Djabira Sjaha. Uchodził za mało prawdopodobnego kandydata na następcę ojca, ale w 1975 r., po jego śmierci, został wybrany na następcę tronu. W 1986 r. został zainaugurowany jako sułtan Ternate.
W 1977 r. Sjah uzyskał mandat do Ludowej Izby Reprezentantów (Dewan Perwakilan Rakyat, DPR). Był członkiem partii politycznej Golkar. W 1987 r., rok po inauguracji jako sułtan, został przewodniczącym partii w Molukach Północnych. Zasiadał w Regionalnej Izbie Reprezentantów (Dewan Perwakilan Daerah, DPD).
Cierpiał na raka płuc. Zmarł w szpitalu Pondok Indah w Dżakarcie Południowej.
W 2013 r. Sjah wystąpił w drugim odcinku programu „Jungle Hero” Billa Baileya, w którym Bailey odbył audiencję u sułtana, aby poprosić o pozwolenie na poszukiwanie ptaków rajskich na dawnych terytoriach Sułtanatu.